# Informelle Arbeit
Informelle Arbeit bezeichnet unterschiedliche Formen der (Selbst-)Beschäftigung oder des Wirtschaftens, die von der gesetzlich geregelten Normalform und den in der jeweiligen Wirtschaftsordnung vorherrschenden Standards abweichen.
Informelle Arbeit ist häufig in den amtlichen Statistiken nicht erfasst und ist auch schwer zuverlässig zu messen. Die ILO-Definition von 1993 definiert den informellen Sektor einer Volkswirtschaft dadurch, dass bei diesen wirtschaftlichen Aktivitäten keine Trennung von Unternehmen und Privathaushalt gegeben sei.
Die Abgrenzung der informellen Arbeit ist theoretisch auch dadurch erschwert, weil als Maßstab zur Bestimmung der informellen die formelle Beschäftigung herangezogen wird. Die Art und der Grad der Formalisierung von Beschäftigung sind nicht nur in jeder Volkswirtschaft unterschiedlich; es verschieben sich auch entlang der Zeitachse in einer jeden Wirtschaftsordnung die Grenzen dessen, was als formell und informell gilt.
Unter den Oberbegriff „informelle Arbeit“ werden so unterschiedliche Erscheinungen gebracht wie: Schwarzarbeit, Subsistenzarbeiten, prekäre Arbeit usw.

## Einzelbelege
1. ↑   4.9.1.1 Definition und Charakteristika (Memento des Originals vom 16. August 2009 im Internet Archive)  Info: Der Archivlink wurde automatisch eingesetzt und noch nicht geprüft. Bitte prüfe Original- und Archivlink gemäß Anleitung und entferne dann diesen Hinweis.